# Zakar Tarver
Zakar Tarver (* 1893 in Eğin; † 19. September 1960 in Yassıada, Istanbul) war ein türkischer Radiologe, Arzt und Politiker armenischer Abstammung. Er absolvierte erfolgreich die Fakultät für Medizin an der Universität Istanbul. In Frankreich und den Vereinigten Staaten spezialisierte er sich auf die Röntgentechnik. Er war freiberuflicher Arzt und war Abgeordneter für Istanbul in der Großen Türkischen Nationalversammlung während der zehnten und elften Legislaturperiode. Er war verheiratet und Vater eines Kindes.

## Leben und Tod
Im Jahre 1894 zog er nach Istanbul. Seine Schulbildung erhielt er in Topkapı an der Levon-Vartuhyan Bahçecik Amerikan Koleji. 1933 spezialisierte er sich auf das Gebiet der Radiologie. Nachdem er seine Spezialisierung im Ausland vervollständigt hatte, wurde er Mitglied des International Congress of Radiology. Während des Zweiten Weltkrieges absolvierte er seinen Militärdienst in Sivas als Hauptmann (yüzbaşı). Von 1949 bis 1951 sowie von 1951 bis 1954 wurde er zum Geschäftsführer des Surp-Pirgiç-Krankenhauses gewählt und arbeitete dort als Chefarzt. In den Jahren 1954 bis 1957 sowie 1957 bis 1960 wurde er als Mitglied der Demokratischen Partei Parlamentsabgeordneter für Istanbul. Er arbeitete erfolgreich im Ministerium für Gesundheit und Sozialhilfe. Nach dem Militärputsch vom 27. Mai 1960 wurde er zusammen mit Ministerpräsident Adnan Menderes inhaftiert. Seine Fenster wurden mit Zeitungen verschlossen, er nach Yassıada gebracht. Als er auf die Fähre stieg, stellte ihm ein Offizier ein Bein, woraufhin Zakar Tarver mit dem Kopf auf den Boden fiel und innerhalb von anderthalb Tagen am 19. September in Yassıada starb; er war der erste Parlamentsabgeordnete, der in Yassıada starb.